# Governatori generali di Saint Kitts e Nevis
Quello che segue è un elenco di governatori generali di Saint Kitts e Nevis, dalla fondazione come colonia dell'Isola di Saint Christophe nel 1623, durante la colonizzazione francese nel 1625, dopo l'indipendenza dal Regno Unito e sino all'ottenimento dell'indipendenza della colonia nel 1983 giungendo sino ai nostri giorni.

## Governatori inglesi di Saint Christopher (1623–1666)
- Sir Thomas Warner, 1623–1649
- Rowland Rich (o Redge), 1649–1651
- Clement Everard, 1651–1660
- William Watts, 1660–1666

Nel 1666, scoppiò la guerra tra Francia e Inghilterra anche nelle colonie, ed i francesi presero il controllo dell'intera isola.

## Governatori francesi di Saint-Christophe (1625–1713)
- Pierre Belain, signore d'Esnambac, 1625–1636
- Pierre du Halde, 1636–1638
- René de Bécualt, signore di La Grange Formenteau, 1638–1639
- Phillippe de Longvilliers de Poincy, 1639–1644, 1ª volta
- Robert de Longvilliers de Poincy, 1644–1646
- Phillippe de Longvilliers de Poincy, 1646–1660, 2ª volta
- Charles de Sales, 1660–1666
- Claude de Roux de Saint-Laurent, 1666–1689
- Charles de Peychpeyrou-Comminges de Guitaut, 1689–1690

Tra il 1690 ed il 1697, gli inglesi prese il controllo dell'isola, che venne poi rioccupata dai francesi che nominarono un loro governatore.
- Jean-Baptiste de Gennes, comte d'Oyac, 1698–1702.

Nel 1702, gli inglesi ripresero il controllo dell'intera isola. Il Trattato di Utrecht del 1713, infine, cedette l'isola alla Gran Bretagna.

## Vice governatori inglesi di Saint Christopher (1671–1769)
Il Trattato di Breda del 1667 restaurò agli inglesi la loro proprietà dell'isola. Nel 1671, Saint Christopher venne unita alle Isole Sottovento Britanniche, amministrate da Antigua dal Governatore delle Isole Sottovento Britanniche. Sino al 1769, venne nominato un vice governatore per la gestione degli affari locali.
- Abednego Mathew, 1671–1681
- Thomas Hill, 1682–1697
- James Norton, 1697–1701
- Walter Hamilton, 1704–1706

Nel 1706, le forze francesi occuparono nuovamente l'isola.
- Michael Lambert, 1706–1715
- William Mathews, Jr., 1715–1733
- Gilbert Fleming, 1733–1769

## Governatori di Saint Christopher (1816–1833)

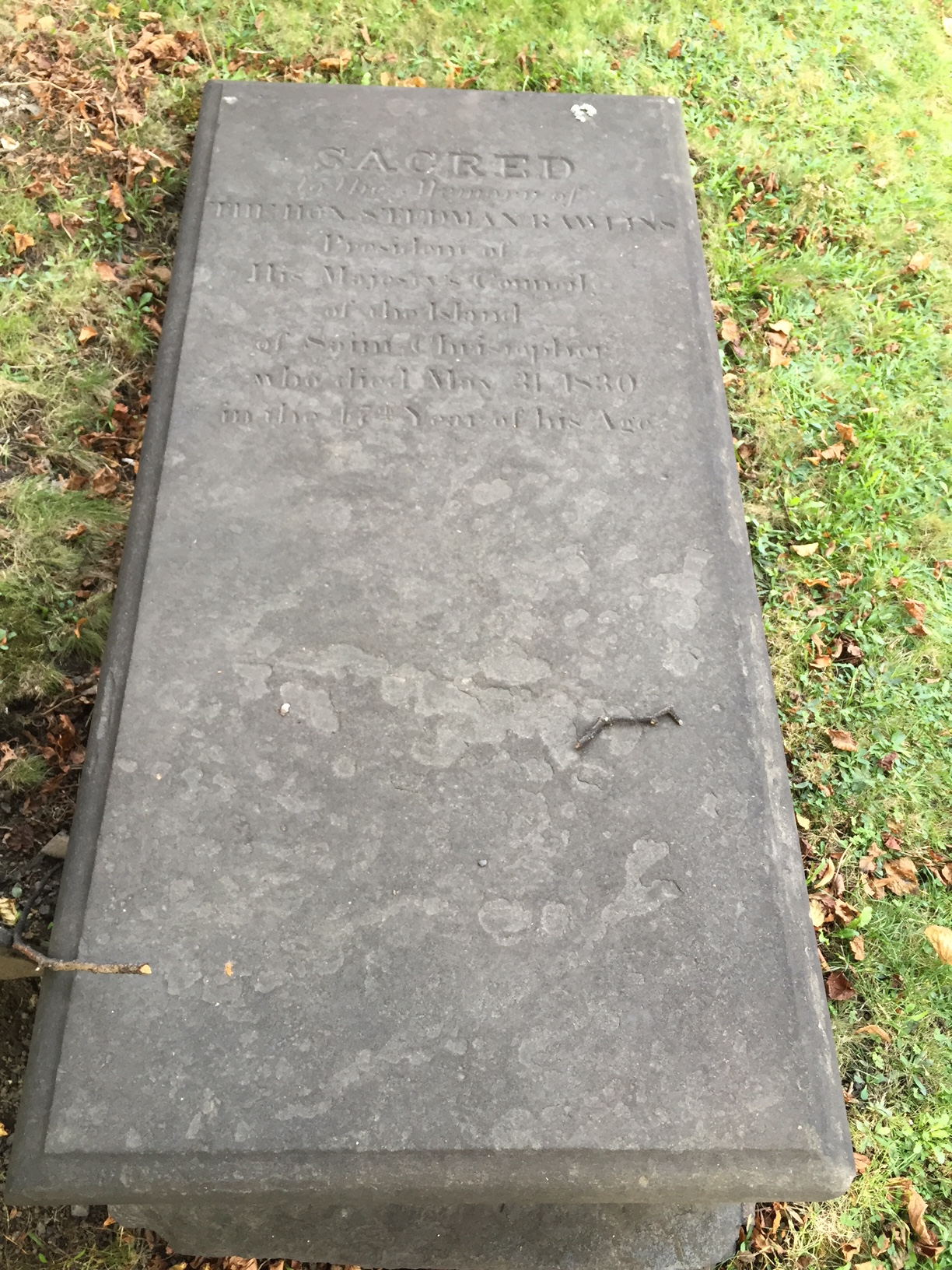
Stedman Rawlins, Old Burying Ground (Halifax, Nova Scotia)

Nel 1816, le Isole Sottovento Britanniche vennero dissolte, e Saint Christopher venne nuovamente amministrata separatamente.
- Stedman Rawlins, 1816
- Thomas Probyn, 1816–1821
- Charles William Maxwell, 1821–1832
- Tenente generale Sir William Nicolay, 1832–1833

## Luogotenenti governatori di Saint Christopher (1833–1870)
Nel 1833, le Isole Sottovento Britanniche vennero riformate. Venne nominato un luogotenente governatore per sovrintendere agli affari di Saint Christopher, subordinato al Governatore di Antigua.
- John Lyons Nixon 1833–1836
- Henry George Macleod, 1836–1839
- Charles Cunningham, 1839–1847
- Robert James Mackintosh, 1847–1850
- Edward Hay Drummond Hay, 1850–1855
- Hercules George Robert Robinson, 1855–1859
- Benjamin Chilley Campbell Pine, 1860–1866
- James George Mackenzie, 1867–1869
- William Wellington Cairns, 1869–1870

## Presidenti di Saint Christopher (1870–1883)
- Francis Spencer Wigley, 1870–1872, 1ª volta
- James Samuel Berridge, 1872–1873
- Alexander Wilson Moir, 1873–1883

## Presidenti di Saint Christopher, Nevis e Anguilla (1883–1888)
Nel 1883, Saint Christopher venne unita con Nevis e Anguilla nella formazione di una singola presidenza coloniale di base a Saint Christopher e nominata Saint Christopher, Nevis e Anguilla.
- Charles Monroe Eldridge, 1883–1885
- Francis Spencer Wigley, 1885–1888

## Commissario di Saint Christopher, Nevis e Anguilla (1889–1895)
- John Kemys Spencer-Churchill, 1889–1895

## Amministratori di Saint Christopher, Nevis e Anguilla (1895–1967)
- Thomas Riseley Griffith, 1895–1899
- Charles Thomas Cox, 1899–1904
- Sir Robert Bromley, 1904–1906

Stendardo del governatore (1958–1967).

- Thomas Laurence Roxburgh, 1906–1916
- John Alder Burdon, 1916–1925
- Thomas Reginald St. Johnston, 1925–1929
- Terence Charles Macnaghten, 1929–1931
- Douglas Roy Stewart, 1931–1940
- James Dundas Harford, 1940–1947
- Leslie Stuart Greening, 1947–1949
- Frederick Mitchell Noad, 1949
- Hugh Burrowes, 1949–1956
- Henry Anthony Camillo Howard, 1956–1966
- Frederick Albert Phillips, 1966–27 febbraio 1967

## Governatori di Saint Christopher, Nevis e Anguilla (1967–1980)

Stendardo del governatore (1967–1980)

Nel 1967, Saint Christopher, Nevis e Anguilla divenne uno stato associato del Regno Unito, responsabile della gestione degli affari interni.
- Sir Frederick Albert Phillips, 27 febbraio 1967–1969, continuato
- Sir Milton Pensonville Allen, 1969–1975, formalmente sino all'agosto del 1972
- Sir Probyn Ellsworth Inniss, 1975–13 aprile 1980

## Governatori di Saint Christopher e Nevis (1980–1983)

Stendardo del governatore (1980–1983)

Nel 1980, Anguilla ottenne la separazione dal gruppo di isole e lo stato venne rinominato Saint Christopher e Nevis.
- Sir Probyn Ellsworth Inniss, 13 aprile 1980–26 novembre 1981, continuato
- Clement Athelston Arrindell, 26 novembre 1981–19 settembre 1983

Il 19 settembre 1983, Saint Kitts e Nevis ottennero l'indipendenza dal Regno Unito.

## Governatori generali di Saint Kitts e Nevis (dal 1983)
- Sir Clement Arrindell, 1983-1995, continuato
- Sir Cuthbert Sebastian, 1995-2013
- Sir Edmund Lawrence, 2013-2015
- Sir Tapley Seaton, 2015-2023
- Dame Marcella Liburd, 2023-oggi